# EC 1.1.5
La EC 1.1.5 è una sotto-sottoclasse della classificazione EC relativa agli enzimi. Si tratta di una sottoclasse delle ossidoreduttasi che include enzimi che agiscono su donatori di tipo CH-OH (alcoli) utilizzando un citocromo come accettore.

## Enzimi appartenenti alla sotto-sottoclasse
| numero EC  | nome accettato                      |
| ---------- | ----------------------------------- |
| EC 1.1.5.2 | chinoproteina glucosio deidrogenasi |